# San Roque González de Santa Cruz (Paraguay)
San Roque González de Santa Cruz, il cui nome è spesso abbreviato in San Roque González o  Roque González, è un centro abitato del Paraguay; è situato nel dipartimento di Paraguarí, ad una distanza di circa 97 km dalla capitale del paese, Asunción, e forma uno dei 17 distretti del dipartimento.

## Popolazione
Al censimento del 2002 la località contava una popolazione urbana di 2.849 abitanti (10.641 nel distretto).

## Storia
San Roque González de Santa Cruz è una delle località più antiche del Paraguay: è stata fondata  con il nome di Tavapy nel 1538 dal governatore spagnolo Domingo Martínez de Irala. Più tardi il centro abitato prese l'attuale nome in onore di Roque González de Santa Cruz, un gesuita martirizzato nel 1628, divenuto il primo santo nato in territorio paraguaiano.

## Economia
Le principali attività economiche sono l'allevamento e l'agricoltura, ma non mancano i laboratori artigiani specializzati soprattutto nella lavorazione del cuoio e nella costruzione di finimenti per cavalli.

### Turismo
Poco lontano dal paese si trova il Parque Ecológico Paso Carreta, un'area boschiva di 100 ha solcata da torrenti che attira numerosi turisti nel paese.